# Meitetsu Toyota-Linie
| Triebzug der Baureihe 100 auf der Toyota-Linie |                           |                          |                          |
| |                           |                          |                          |
| Streckenlänge: | 15,2 km                   |                          |                          |
| Spurweite: | 1067 mm (Kapspur)         |                          |                          |
| Stromsystem: | 1500 V =                  |                          |                          |
| Maximale Neigung: | 34,5 ‰                    |                          |                          |
| Minimaler Radius: | 281 m                     |                          |                          |
| Streckengeschwindigkeit: | 100 km/h                  |                          |                          |
| Zweigleisigkeit: | ganze Strecke             |                          |                          |
| |                           |                          |                          |
| Gesellschaft: | Meitetsu (Nagoya Tetsudō) |                          |                          |
| \| \| \| Toyotashi (豊田市) \| 1920– \| \| \| \| Shin-Toyota (新豊田) \| \| \| \| 0,0 \| Umetsubo (梅坪) \| 1923– \| \| \| \| Meitetsu Mikawa-Linie \| 1923– \| \| \| \| Aichi-Ringlinie \| 1988– \| \| \| 2,0 \| Kami-Toyota (上豊田) \| 1979– \| \| \| 3,8 \| Jōsui (浄水) \| 1979– \| \| \| \| Fukutani-Tunnel (505 m) \| \| \| \| 6,2 \| Miyoshigaoka (三好ヶ丘) \| 1979– \| \| \| \| Kurozasa-Tunnel (348 m) \| \| \| \| 8,1 \| Kurozasa (黒笹) \| 1979– \| \| \| \| Tōmei-Autobahn \| \| \| \| \| Aichi-ike \| \| \| \| 10,4 \| Komenoki (米野木) \| 1979– \| \| \| \| Nashinoki-Tunnel (390 m) \| \| \| \| 12,2 \| Nisshin (日進) \| 1979– \| \| \| \| Takamatsu-Tunnel (260 m) \| \| \| \| \| Hirako-Tunnel (191 m) \| \| \| \| \| \| \| \| \| \| Betriebshof Nisshin \| \| \| \| \| \| \| \| \| \| \| \| \| \| 15,2 \| Akaike (赤池) \| 1978– \| \| \| \| Tsurumai-Linie \| \| |                           |                          |                          |
| Bahnhof · Strecke |                           | Toyotashi (豊田市)       | 1920–                    |
| Strecke · Haltepunkt / Haltestelle |                           | Shin-Toyota (新豊田)     | Shin-Toyota (新豊田)     |
| Bahnhof · Strecke | 0,0                       | Umetsubo (梅坪)          | 1923–                    |
| Abzweig geradeaus und nach rechts · Strecke |                           | Meitetsu Mikawa-Linie    | 1923–                    |
| Kreuzung geradeaus oben · Strecke nach rechts |                           | Aichi-Ringlinie          | 1988–                    |
| Haltepunkt / Haltestelle | 2,0                       | Kami-Toyota (上豊田)     | 1979–                    |
| Haltepunkt / Haltestelle Streckenanfang und Streckenende (im Tunnel) | 3,8                       | Jōsui (浄水)             | 1979–                    |
| Tunnel |                           | Fukutani-Tunnel (505 m)  | Fukutani-Tunnel (505 m)  |
| Haltepunkt / Haltestelle | 6,2                       | Miyoshigaoka (三好ヶ丘)  | 1979–                    |
| Tunnel |                           | Kurozasa-Tunnel (348 m)  | Kurozasa-Tunnel (348 m)  |
| Haltepunkt / Haltestelle | 8,1                       | Kurozasa (黒笹)          | 1979–                    |
| |                           | Tōmei-Autobahn           |                          |
| Brücke über Wasserlauf |                           | Aichi-ike                | Aichi-ike                |
| Haltepunkt / Haltestelle | 10,4                      | Komenoki (米野木)        | 1979–                    |
| Tunnel |                           | Nashinoki-Tunnel (390 m) | Nashinoki-Tunnel (390 m) |
| Haltepunkt / Haltestelle | 12,2                      | Nisshin (日進)           | 1979–                    |
| Tunnel |                           | Takamatsu-Tunnel (260 m) | Takamatsu-Tunnel (260 m) |
| Tunnel |                           | Hirako-Tunnel (191 m)    | Hirako-Tunnel (191 m)    |
| Strecke von links · Kreuzung geradeaus oben |                           |                          |                          |
| Blockstelle · Strecke |                           | Betriebshof Nisshin      | Betriebshof Nisshin      |
| Tunnelanfang · Tunnelanfang |                           |                          |                          |
| |                           |                          |                          |
| Bahnhof (im Tunnel) | 15,2                      | Akaike (赤池)            | 1978–                    |
| U-Bahn-Strecke (im Tunnel) |                           | Tsurumai-Linie           | Tsurumai-Linie           |

Die Meitetsu Toyota-Linie (jap. 名鉄豊田線, Meitetsu Toyota-sen) ist eine Eisenbahnstrecke auf der japanischen Insel Honshū, die von der Bahngesellschaft Meitetsu (Nagoya Tetsudō) betrieben wird. Sie verbindet die Städte Nisshin und Toyota östlich von Nagoya in der Präfektur Aichi miteinander. An der westlichen Endstation besteht eine Durchbindung zur U-Bahn Nagoya.

## Streckenbeschreibung
Die 15,2 km lange und vollständig zweigleisige Strecke ist in Kapspur (1067 mm) verlegt und mit 1500 V Gleichspannung elektrifiziert. Es werden acht Bahnhöfe bedient und die zulässige Höchstgeschwindigkeit beträgt 100 km/h. Der östliche Endpunkt ist der Bahnhof Umetsubo im Zentrum der Stadt Toyota, wo sie von der Meitetsu Mikawa-Linie abzweigt. Kurz darauf quert sie die Aichi-Ringlinie und wendet sich dann in einem weiten Bogen von einer nördlichen in eine weitgehend westliche Richtung.
Wie die weiter nördlich verlaufende Linimo-Magnetschwebebahn überquert auch die Toyota-Linie die Owari-Berge und weist an mehreren Stellen eine starke Neigung von bis zu 34,5 Promille auf, der minimale Kurvenradius beträgt 281 m. Um dem hügeligen Terrain gerecht zu werden, sind zahlreiche Streckenabschnitte aufgeständert oder verlaufen in einem Abschnitt. Hinzu kommen sechs Tunnel, von denen der Fukutani-Tunnel mit 505 m der längste ist. Es gibt keine höhengleichen Bahnübergänge. Kurz vor ihrem westlichen Ende überquert die Strecke den U-Bahn-Betriebshof Nisshin auf einem 488 m langen Viadukt. Sie endet im unterirdischen Bahnhof Akaike in Nisshin, wo sie unmittelbar in die Tsurumai-Linie der U-Bahn Nagoya übergeht.

## Zugangebot
An beiden Enden der Meitetsu Toyota-Linie bestehen Durchbindungen zu anderen Strecken; es gibt keine Züge, die ausschließlich den Abschnitt Umetsubo–Akaike bedienen. Die östliche Endstation sämtlicher Züge ist grundsätzlich der Bahnhof Toyotashi, von wo aus sie bis zum nachfolgenden Bahnhof Umetsubo die Strecke der Meitetsu Mikawa-Linie mitbenutzen. Anschließend befahren sie die eigentliche Meitetsu Toyota-Linie, die mit Halt an allen Zwischenbahnhöfen und tagsüber in einem festen 15-Minuten-Takt bedient wird. Während der Hauptverkehrszeit herrscht in der Lastrichtung ein 8-Minuten-Takt. Im Bahnhof Akaike wechseln die Züge zur Tsurumai-Linie und benutzen diese zusammen mit U-Bahn-Zügen. Die westliche Endstation der Meitetsu-Züge ist üblicherweise der Bahnhof Kami-Otai am nördlichen Rand der Innenstadt von Nagoya. Ein Zug je Stunde wechselt dort auf die Meitetsu Inuyama-Linie und fährt weiter bis nach Iwakura, Kashiwamori oder Inuyama.

## Bilder

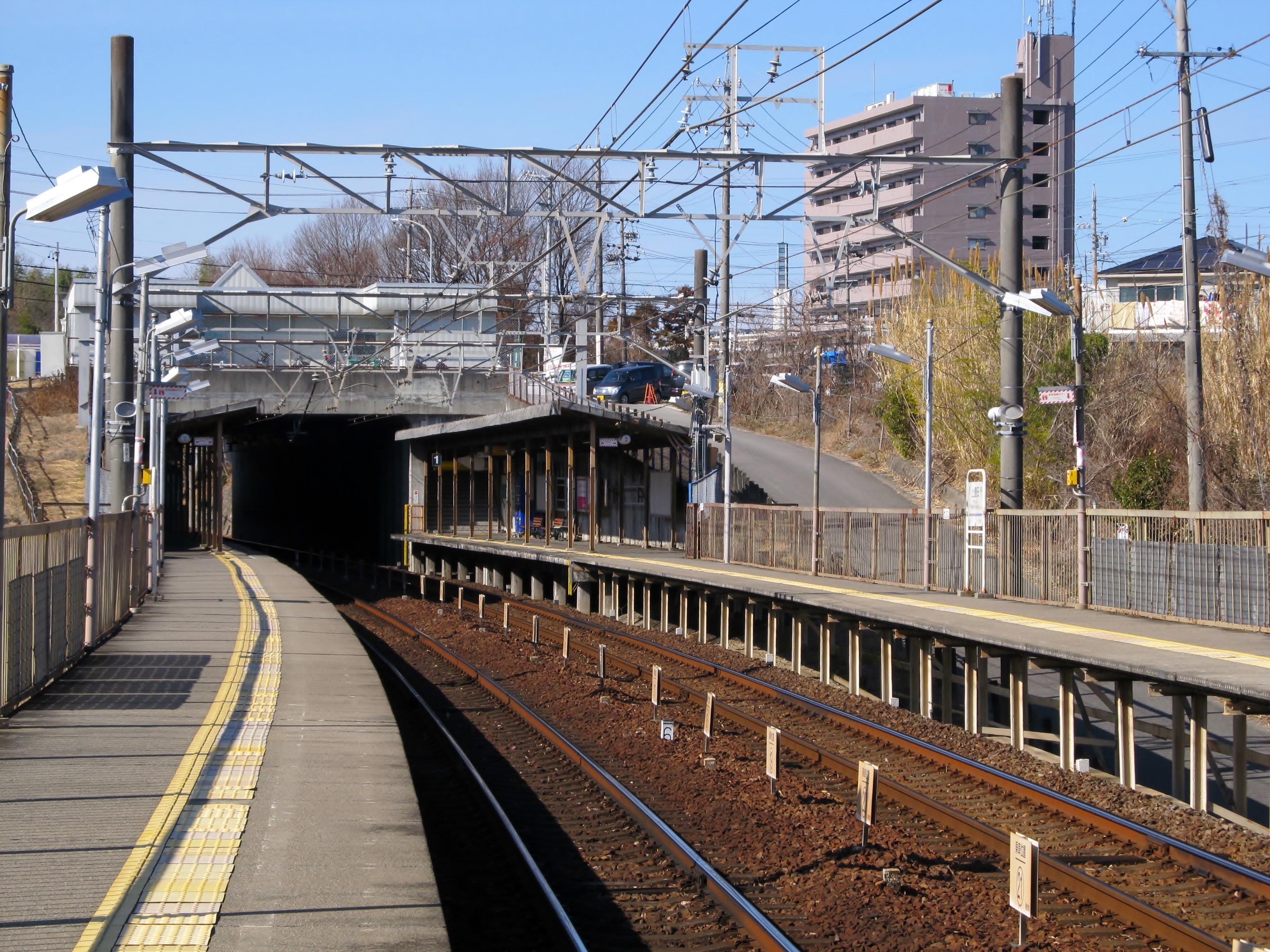
Bahnhof Kami-Toyota
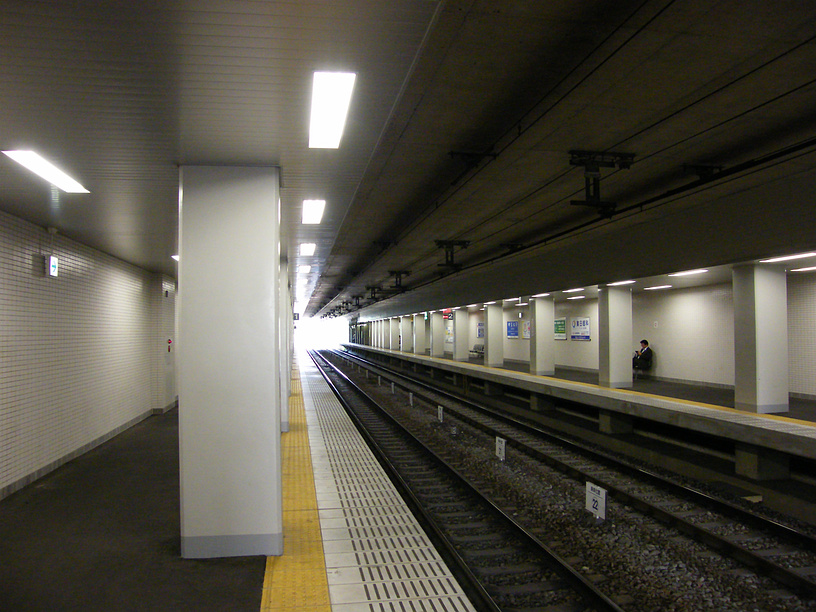
Bahnhof Jōsui
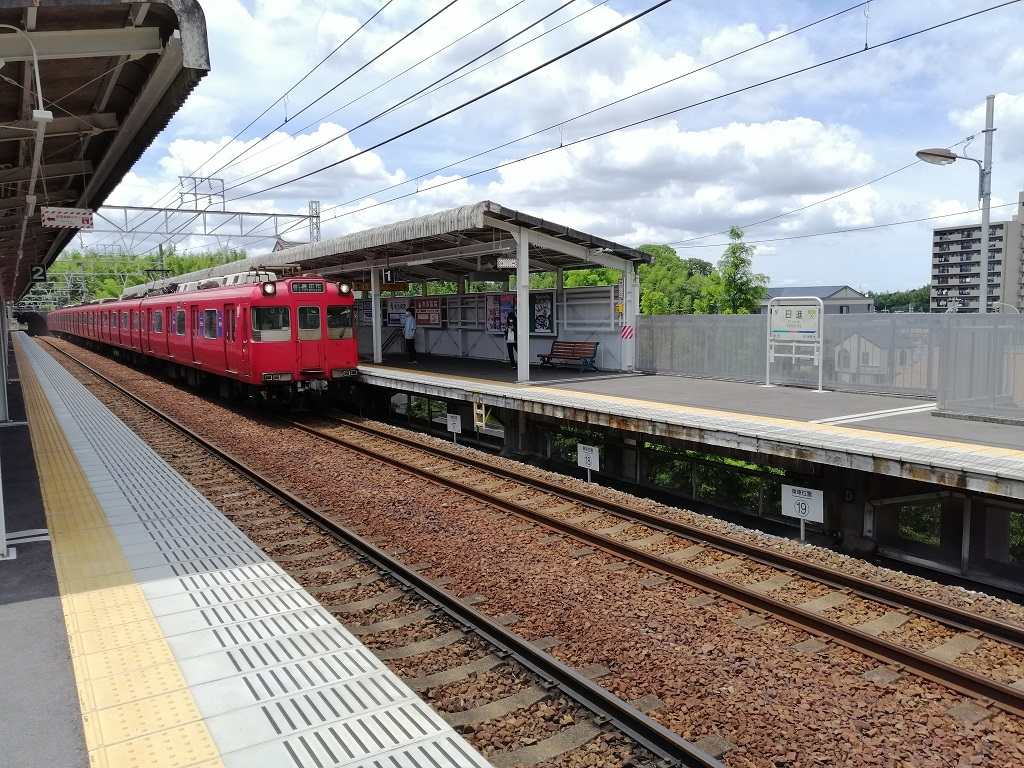
Bahnhof Nisshin
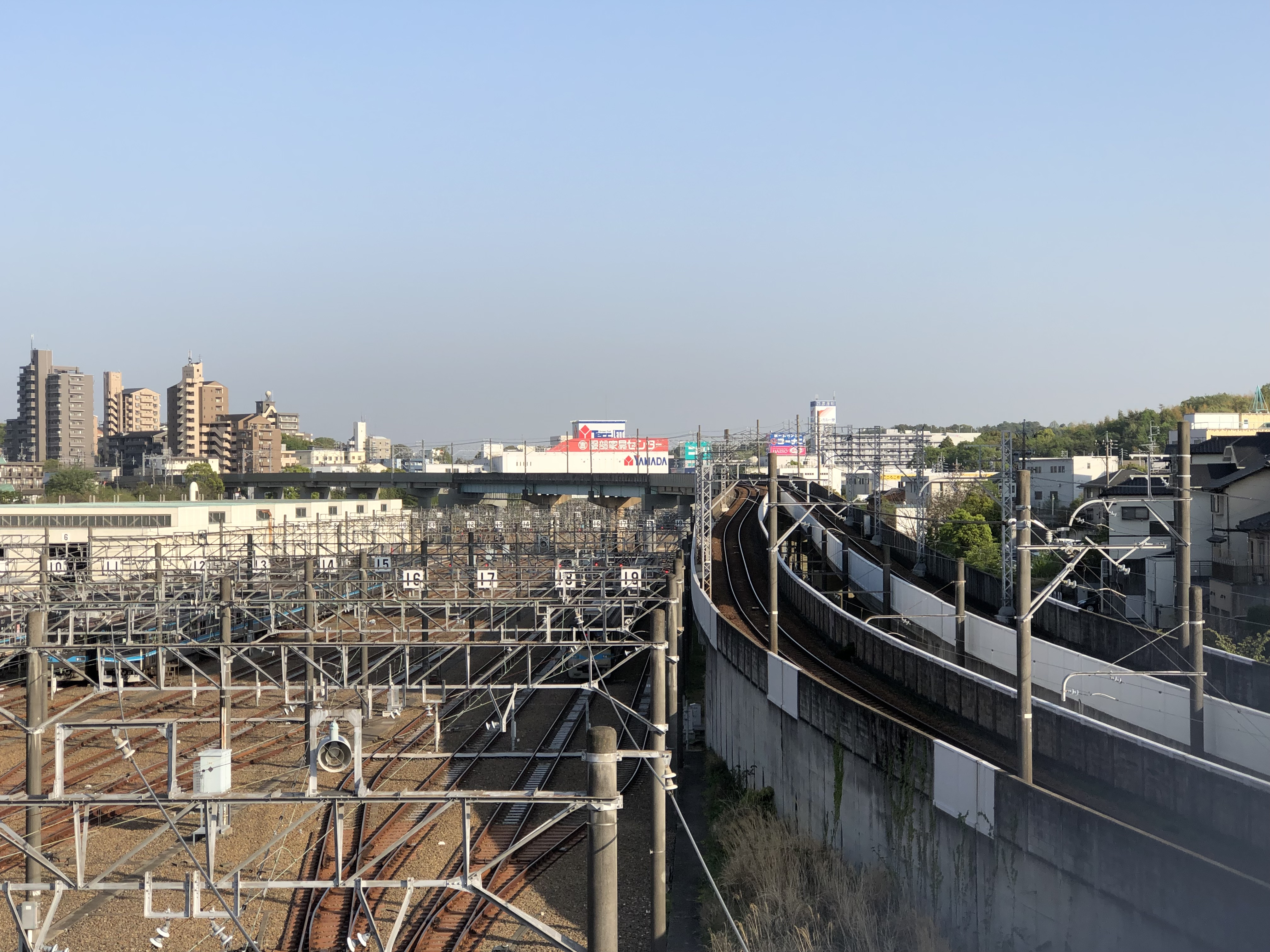
Viadukt über den U-Bahn-Betriebshof Nisshin
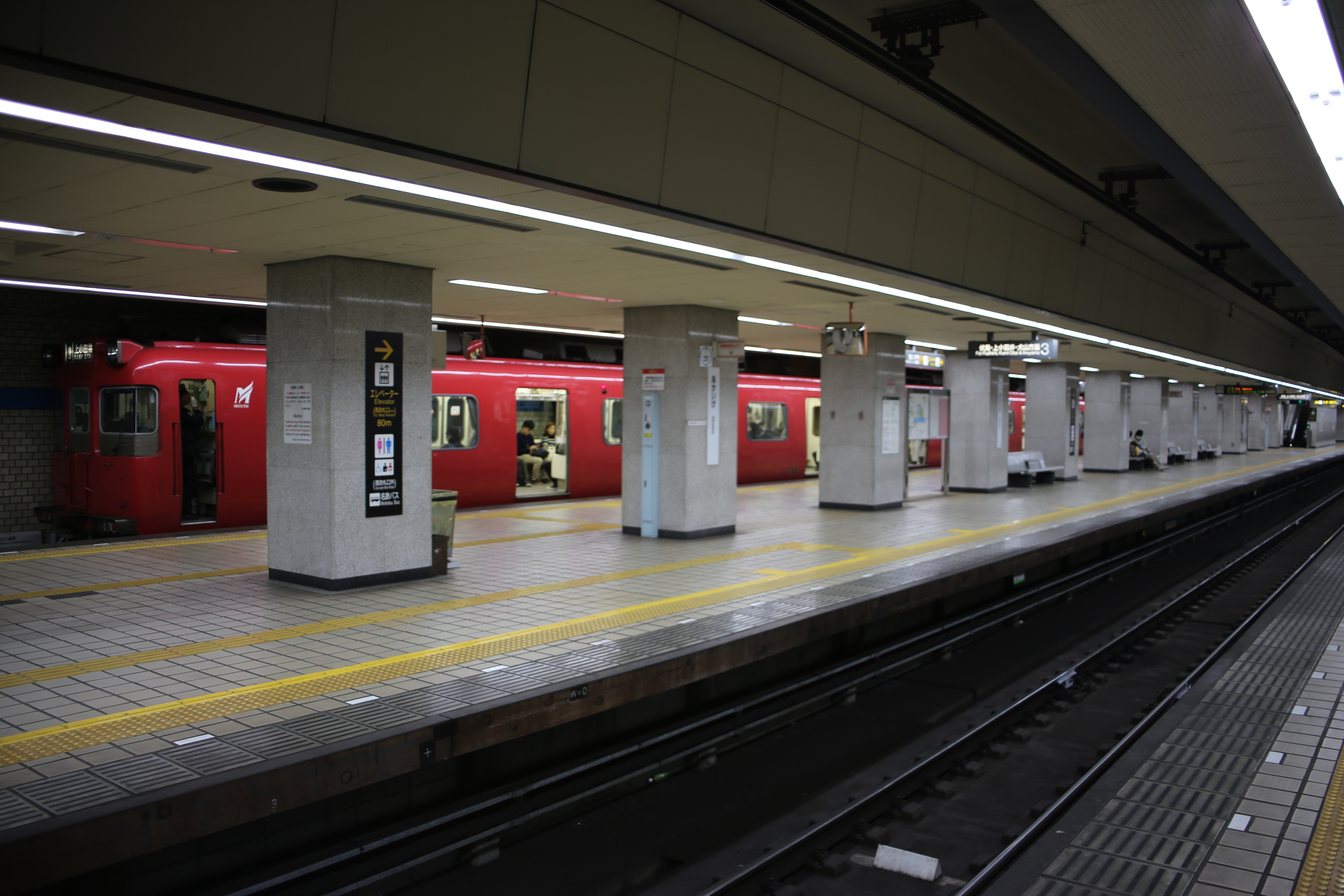
Bahnhof Akaike

## Geschichte
Die Shin-Mikawa Tetsudō erhielt im Oktober 1926 die Lizenz für den Bau zweier Straßenbahnstrecken im Osten von Nagoya, wobei eine von ihnen bis nach Koromo (dem heutigen Toyota) führen sollte. Ein Teil davon konnte in Stadtnähe gebaut und in Betrieb genommen werden, doch finanzielle Probleme infolge der Weltwirtschaftskrise führten dazu, dass der größte Teil des Projekts östlich der Haltestelle Yagoto im Dezember 1932 aufgegeben werden musste. Im Dezember 1937 ging die Shin-Mikawa Tetsudō in ihrer Muttergesellschaft Mikawa Tetsudō auf, diese wiederum wurde im Juni 1941 in der Meitetsu übernommen.
Obwohl Toyota und Nagoya nur 30 km voneinander entfernt liegen, waren die beiden Städte auf der Schiene nur über weite Umwege erreichbar – entweder via Chiryū auf der Meitetsu Mikawa-Linie oder via Okazaki auf der Okata-Linie. Die direkten Busverbindungen waren bei weitem nicht ausreichend, weshalb Pendler in hohem Maße auf ihr eigenes Auto angewiesen waren. In den 1960er Jahren standen vier Vorschläge zur Bahnerschließung zur Diskussion:
1. eine Strecke der Japanischen Staatsbahn vom Bahnhof Chikusa nach Toyota;[7]
2. Verlängerung der Tsurumai-Linie der U-Bahn über die damalige Endstation Yagoto hinaus;[7]
3. eine separate Bahnstrecke zwischen der östlichen U-Bahn-Endstation und Toyota (entweder mit Umsteigen oder Durchbindung);[7]
4. eine Zweigstrecke der Meitetsu Nagoya-Hauptlinie zwischen dem Bahnhof Sakura und Toyota.[8]

Im November 1971 einigten sich die betroffenen Stadtverwaltungen darauf, eine Kombination der Varianten 2 und 3 zu errichten. Dabei sollte der Bahnhof Akaike in Nisshin die Übergangsstelle bilden und die östliche Endstation war vorerst in Umetsubo vorgesehen. Die Meitetsu, die noch immer im Besitz der Lizenz der Shin-Mikawa Tetsudō für den Abschnitt Yagoto–Akaike war, trat diese im Mai 1972 unentgeltlich an die Stadt Nagoya ab, damit diese die U-Bahn dorthin verlängern konnte. Als Gegenleistung erhielt die Meitetsu die Lizenz für den Abschnitt Sakaemachi–Higashiōte der Meitetsu Seto-Linie. Im Oktober 1972 schlossen die Meitetsu und das Verkehrsamt der Stadt Nagoya ein Abkommen über die gegenseitige Durchbindung zwischen der Meitetsu Toyota-Linie und der Tsurumai-Linie.
Die Bauarbeiten begannen im Oktober 1973. Nachdem die U-Bahn-Verlängerung nach Akaike am 1. Oktober 1978 in Betrieb ging, erfolgte am 29. Juli 1979 die Eröffnung der Bahnstrecke Akaike–Umetsubo unter der Bezeichnung „Neue Toyota-Linie“ (豊田新線, Toyota-shinsen). Der südlich von Umetsubo gelegene Abschnitt der Meitetsu Mikawa-Linie zum Bahnhof Toyotashi (dem von Anfang an geplanten östlichen Endpunkt) war damals noch eingleisig, weshalb die Trasse auf zwei Gleise ausgebaut werden musste. Nachdem die erforderlichen Arbeiten abgeschlossen waren, wurden die Zugläufe am 29. September 1986 dorthin verlängert; am selben Tag erhielt die Bahnstrecke ihre heutige Bezeichnung. Nach der Fertigstellung der Tsurumai-Linie konnte am 12. August 1993 der direkte Verkehr mit der Meitetsu Inuyama-Linie aufgenommen werden.

## Liste der Bahnhöfe
| Name                                                                                         | Name                    | km   | Anschlusslinien              | Lage   | Ort     |
| -------------------------------------------------------------------------------------------- | ----------------------- | ---- | ---------------------------- | ------ | ------- |
| ↑ auf der Meitetsu Mikawa-Linie bis Toyotashi                                                |                         |      |                              |        |         |
| MY08                                                                                         | Umetsubo (梅坪)         | 00,0 | Meitetsu Mikawa-Linie        | Koord. | Toyota  |
| TT01                                                                                         | Kami-Toyota (上豊田)    | 02,0 |                              | Koord. | Toyota  |
| TT02                                                                                         | Jōsui (浄水)            | 03,8 |                              | Koord. | Toyota  |
| TT03                                                                                         | Miyoshigaoka (三好ヶ丘) | 06,2 |                              | Koord. | Miyoshi |
| TT04                                                                                         | Kurozasa (黒笹)         | 08,1 |                              | Koord. | Miyoshi |
| TT05                                                                                         | Komenoki (米野木)       | 10,4 |                              | Koord. | Nisshin |
| TT06                                                                                         | Nisshin (日進)          | 12,2 |                              | Koord. | Nisshin |
| TT07                                                                                         | Akaike (赤池)           | 15,2 | U-Bahn Nagoya Tsurumai-Linie | Koord. | Nisshin |
| ↓ auf der Tsurumai-Linie bis Kami-Otai und weiter auf der Meitetsu Inuyama-Linie bis Inuyama |                         |      |                              |        |         |